# Ustrój elektromagnetyczny

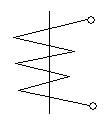
Symbol ustroju elektromagnetycznego umieszczany na skali miernika

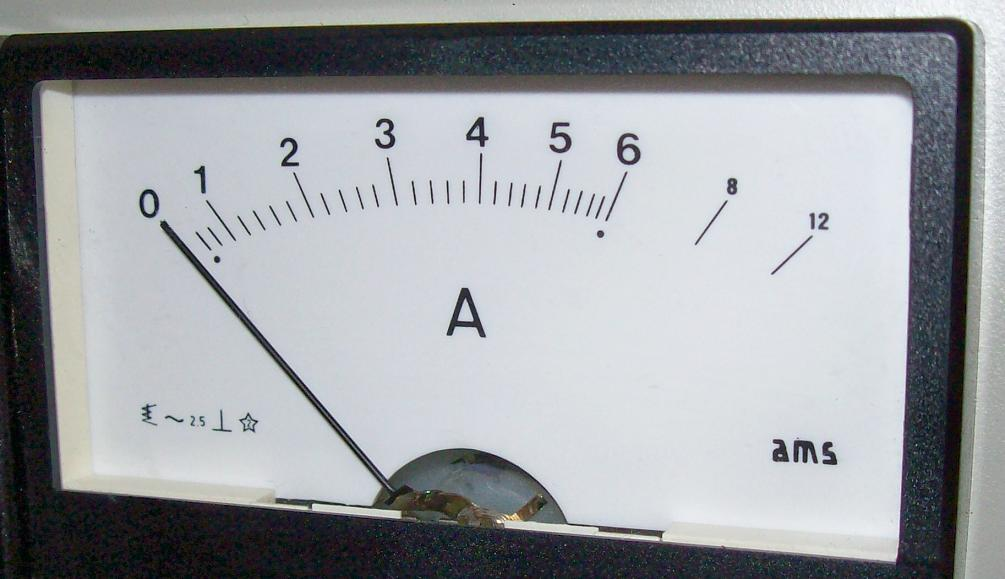
Skala amperomierza o ustroju elektromagnetycznym

Ustrój elektromagnetyczny – element pomiarowy mierników elektromagnetycznych.

## Zasada działania
Zasada działania ustroju elektromagnetycznego polega na wzajemnym oddziaływaniu jednego lub kilku elementów ruchomych wykonanych z materiału ferromagnetycznego z jedną lub kilkoma cewkami, przez które płynie prąd mierzony (lub proporcjonalny do mierzonego). Obecnie większość mierników elektromagnetycznych posiada nieruchomą, okrągłą cewkę, w której umieszczone są dwa rdzenie, jeden ruchomy i jeden nieruchomy. Przepływ prądu przez cewkę powoduje powstanie pola magnetycznego, które powoduje magnesowanie się dwóch rdzeni. Rdzenie wskutek jednoimiennego magnesowania odpychają się, co powoduje odchylenie się wskazówki.

## Zastosowanie
Mierniki o ustroju elektromagnetycznym są konstrukcyjnie proste i niezawodne w użytkowaniu, co jest spowodowane brakiem ruchomej cewki. Najczęściej w tym ustroju wykonuje się mierniki prądu przemiennego (amperomierze i woltomierze). Mierniki tego typu rzadko są stosowane do pomiarów prądu stałego.